# エムエスティ保険サービス
エムエスティ保険サービス（MST INSURANCE SERVICES）は、東京都に本社を置く三菱UFJ銀行系の保険代理店。2006年10月1日に、旧UFJ銀行系の三信東栄株式会社と、旧東京三菱銀行系のエムティインシュアランスサービス株式会社が経営統合し、「エムエスティ保険サービス株式会社」として誕生。この代理店統合により、新会社においては東京・名古屋・大阪に営業本部を置き日本各地にて展開する総合保険代理店となった。

## 旧会社の歴史

### 三信東栄
三信東栄株式会社は2003年に、旧三和銀行系保険代理店の三信株式会社（設立:1949年）と、旧東海銀行系保険代理店の東栄株式会社（設立:1951年）、株式会社栄ファミリー（設立:1975年）の3社が、それぞれの保険代理店部門を会社分割し新たに設立された。 

### エムティインシュアランスサービス
エムティインシュアランスサービス株式会社は1999年12月に、旧東京三菱銀行、東京海上、明治生命が共同で設立。2000年に東里株式会社（設立：1947年）と、東里サービス株式会社（設立：1994年）より営業譲渡を受け、2001年には国際土地建物の保険部門を継承し規模を拡大した。

## 子会社
- 国内
  - MSTリスクコンサルティング株式会社-保険ブローカー業務
  - エスティ保険サービス株式会社-保険代理業務
- 海外
  - MST Hong Kong Co., Ltd.／香港-保険ブローカー業務
  - MST Europe Co., Ltd.／ロンドン-保険代理業務
  - MST RFIB Ltd.／ロンドン-再保険ブローカー業務